# Horodziec
Horodziec (ukr. Городець) – wieś na Ukrainie, w obwodzie rówieńskim, w rejonie włodzimierzeckim, nad rzeką Horyń.

## Historia miejscowości
W 1492 Horodec został nadany Jerzemu Holszańskiemu przez króla Aleksandra Jagiellończyka. Prawdopodobnie w XVI wieku dobra znajdowały się już w posiadaniu książąt Ostrogskich. Właścicielem był m.in. Konstantу Ostrogski. W połowie XVIII wieku dobra przeszły na Karola Szydłowieckiego (miecznika smoleńskiego). Następnie majątek przeszedł w posiadanie rodu Urbanowskich herbu Prus I.
Za czasów Antoniego Urbanowskiego (syna Józefa), dwór horodecki przeżywał rozkwit. Żona Antoniego, Elżbieta z Kruszewskich była siostrą Franciszki po mężu Woronicz. Oboje nie posiadali potomstwa. Zajęli się jednak gromadzeniem pokaźniej biblioteki.
Od 1834 roku przez kolejnych kilka lat z przerwami przebywał Józef Ignacy Kraszewski, który zajmował się katalogowaniem zbiorów, które były mu przydatne do przygotowywania opracowania o dziejach Wilna. W 1838 roku w dworskiej kaplicy wziął ślub z Zofią Woronicz. W książce „Wspomnienia z Wołynia, Polesia i Litwy” dedykowanej Antoniemu Urbanowskiemu, wspomniane o bogactwie dzieł znajdujących się w bibliotece Horodeckiej. W tym samym roku ww Horodcu urodził się późniejszy, godny kontynuator jego dzieła, Tadeusz Jerzy Stecki.
Po bracie Antoniego – Krzysztofie, który nie miał także potomstwa, pozostawił zbiór obrazów oraz księgozbiór. W 1842 roku biblioteka liczyła 13 tys. tomów. Wedle opisu Kraszewskiego znajdowały się tam takie tomy jak: rękopis w języku francuskim Waleriana Maxyma z XIV w., księga akt kaplicy arcybiskupiej z Tuluzy z ok. XIV w., Biblia norymberska z XV w., „Cateholicon” Jana Balbi – wydany przez Johanna Fusta. Z późniejszego okresu (druku) „Żywot św. Stanisława” Jana Długosza wyd. 1506, „Opuscula” Jana Tucholczyka, „Statut” Jana Łaskiego, „Postylla” Jana Seklucjana wyd. 1556. Jednym z najcenniejszych zbiorów była „Biblia” Jakuba Wujka z 1599 roku oraz „Zwierciadło” Mikołaja Reja. Znajdowało się również wiele publikacji oraz bibliografii. Jedna z ksiąg nosiła dedykacje Aleksandra Sanuto dla króla Stefana Batorego. Biblioteczne szafy wedle podań Kraszewskiego miały pochodzić od króla Stanisława Leszczyńskiego, który otrzymał je w podarunku od króla Ludwika XV. W bibliotece przechowywane były również numizmaty z czasów Zygmunta Augusta, Jana III Sobieskiego (o tym też w swoim pamiętniku wspomniał Kamil de Pourbaix). Kolekcja obrazów obejmowała ok. 500 dzieł sztuki.
Po śmierci Antoniego Urbanowskiego w 1843 roku oraz w 1854 r. żony Elżbiety Ubranowskiej, Mątek przejęła dalsza rodzina hrabiów Skarżyńskich. Stopniowo cenny księgozbiór oraz dzieła sztuki zostały rozproszone. Przez blisko dwadzieścia lat nikt nie mieszkał w pałacu Horodeckim.
W 1870 roku majątek kupił Rosjanin Kurłow, właścicielem faktycznie był Niemiec Bruch (taka transakcja była związana z ówczesnym prawem w Rosji tj. tylko obywatele rosyjscy mogli nabywać majątki)
Ok. roku 1880 majątek Horodec kupiła belgijska rodzina de Pourbaix. Ok. 1893 majątek od Augusta de Pourbaix przejmuje syn Kamil, który wprowadza wiele zamian w gospodarowaniu, począwszy od wymiany pługów z drewnianych na żeliwne, zmianę zadaszenia z chat pokrytych słomą, na dachówkę. Odbudowuje również dwór w stylu neorenesansowym, który częściowo został spalony w 1889 roku. Zostaje zbudowana gorzelnia, tartaki, a całość była zagospodarowana jak na warunki wołyńskie bardzo nowocześnie.
W okresie II Rzeczypospolitej, majątek Horodec (taka nazwa figuruje w księgach wieczystych) był jednym z większych na Wołyniu. Ok. 1929 roku liczył ok. 7850 ha, we wrześniu 1939 roku liczył sobie ok. 6 tys. ha. (związane z reformą rolną). Uważany był również za wzorcowo prowadzony na Wołyniu. Po wyjedzie rodziny de Pourbaix we wrześniu 1939 roku, dwór został rozgrabiony, wedle relacji Pani Jadwigi Pytlarz (córki nadleśniczego Piotra Bortnika), przypadkowo została wysadzona gorzelnia. Sam pałac został rozebrany na wiosnę 1940 roku podczas przechodzącego frontu. Po wojnie została zniszczona kaplica z 1810 roku, w której ślub brał Ignacy Kraszewski, a w krypcie pochowana była cała rodzina de Pourbaix oraz Antoni Karol hr. Miączyński. 

## Horodziec obecnie
Obecnie obok miejscowości przebiega droga z Warszawa - Kowel - Kijów. Z dawnych zabudowań dworsko-parkowych nie pozostał żaden ślad, oprócz fundamentów oraz paru drzew oraz stawów na rzece Rwka. 

## Związani z miejscowością
- Józef Ignacy Kraszewski – powieściopisarz
- Tadeusz Stecki – pisarz, historyk, uczestnik powstania styczniowego
- Kamil de Pourbaix – właściciel majątku Horodec w latach ok. 1890-1939, działacz społeczny, starosta łucki
- Kamil Kazimierz Józef de Pourbaix – oficer WP, zginął we wrześniu 1939 roku pod Mokrą
- Zdzisław de Pourbaix – uczestnik kampanii wrześniowej, żołnierz AK, rozstrzelany przez Niemców w 1943 roku w Warszawie
- Kazimierz de Pourbaix – oficer WP, uczestnik powstania warszawskiego
- Franciszek de Pourbaix – oficer WP, uczestnik powstania warszawskiego
- Zofia de Pourbaix – prowadziła punkt przerzutowy w Szczawnicy w ramach zgrupowania AK „Kopiec”
- Ołeksandr Mocyk – dyplomata, w latach 2006-2010 ambasador Ukrainy w RP